# 景德利
景德利，是缅甸若開邦古亚镇区下辖的一个镇。

## 概要
该镇是一处旅游小镇。距离额不里海滩以南约40公里的车程。该地区的景德利河（Kyeintali Chaung）中栖息着特有物种孔雀吻棘鳅，该物种已列入國際自然保護聯盟瀕危物種紅色名錄。丹兑—古亚公路路段内有一座景德利河大桥。

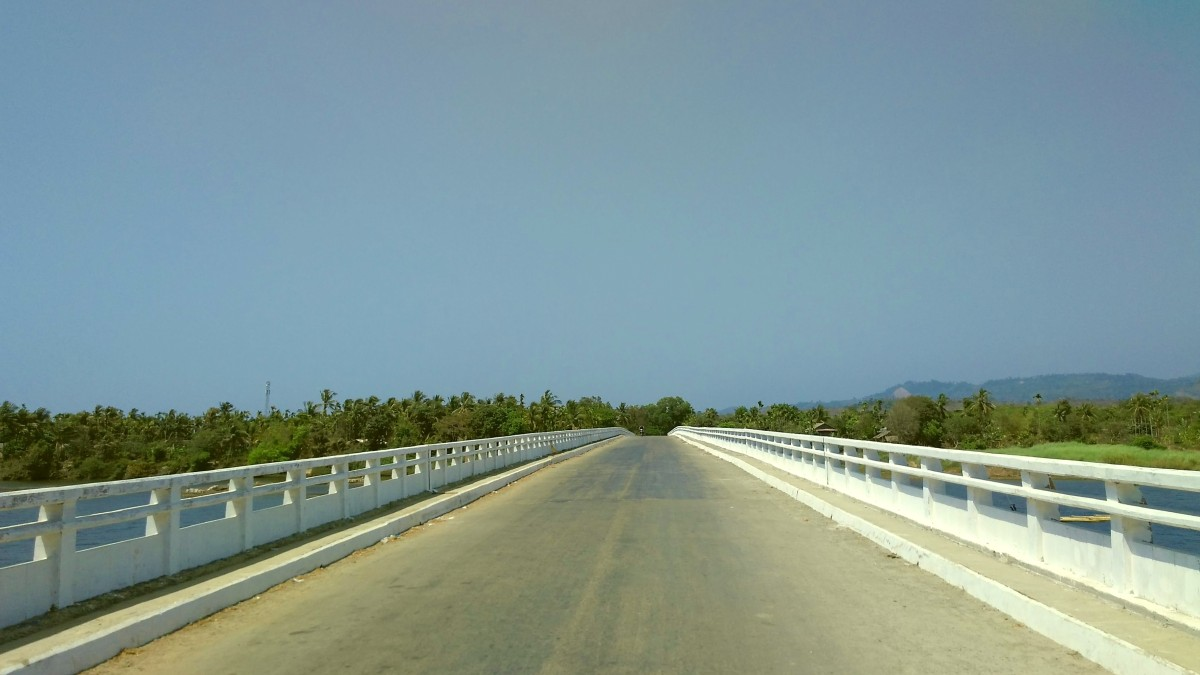
景德利河大桥